# Jurassic 5
Jurassic 5 blev dannet i 1993 af de fire rappere Chali 2na, Marc 7even, Akil og Zaakir samt de to DJ's og producere Cut Chemist og DJ Nu-Mark, der mødte hinanden i slænget, der hang omkring cafeen Good Life i Los Angeles.
De seks medlemmer kom oprindeligt fra de to grupper Rebels of Rhythm og Unity Committee, men efter at have samarbejdet omkring et nummer slog de kludene sammen og blev til Jurassic-5. Under dette navn udsendte de singlen 'United Rebellion' i 1995.
Med EP'en 'Jurassic 5 EP' fra 1997 kom der for alvor hul igennem til resten af verdenen. EP'en indeholdt de to mindeværdige numre 'Concrete Schoolyard' og 'Jayou', der med knivskarpe produktioner og glorværdige ol'school rim fik flere til at udråbe EP'en som den mest spændende debut i årevis.
I 2000 albumdebuterede gruppen med 'Quality Control', der var en ypperlig gang beat-diggin', der atter engang fik hiphop-hovederne til at nikke, skaterne til at skate og b-drengene til at breake. Noget lignende var på spil, da gruppen i 2002 udgav 'Power in Numbers' i 2002, der genskabte troen på, at hiphopkulturen nok skal overleve.
Cut Chemist forlod efterfølgende gruppen for at udleve sine dj-drømme. Passende nok var Jurassic-5 blevet en kvintet.
I 2006 udsendte gruppen albummet 'Feedback'. Her havde J5 fået producerhjælp af bl.a. Scott Storch og Exile. Stilen var stort set den samme, men kritikerne fornemmede dog en lidt mere radiovenlig profil hos gruppen.
Gruppen gik i opløsning i 2007.

## Diskografi

### Albums
- 1998: Jurassic 5 LP
- 2000: Quality Control
- 2002: Power In Numbers
- 2006: Feedback (album)